# Serie A2 2005-2006 (calcio femminile)
La Serie A2 2005-2006 è stata la quarta edizione della Serie A2, la seconda serie del campionato italiano femminile di calcio. Il Porto Mantovano e il Firenze hanno vinto i rispettivi gironi e sono stati promossi in Serie A.

## Stagione

### Novità
Dalla Serie A2 2004-2005 sono state promosse in Serie A l'Atalanta e il Monti del Matese Bojano, mentre dalla Serie A 2004-2005 sono stati retrocessi in Serie A2 la Lazio e il Vallassinese. Dalla Serie B 2004-2005 sono state promosse in Serie A2 Sampierdarenese Serra Riccò, Chiasiellis, Riozzese, Sezze e Orlandia 97, che prendono il posto delle retrocesse Piossasco, Montale 2000, Cervia, Vicenza e Roma. Villaputzu e Pro Bergamo (che ha poi cambiato denominazione in A.C.F. Brescia Femminile) sono stati ripescati a completamento organici, a seguito delle rinunce di Vallassinese e Mantova. Inoltre il Packcenter Imolese ha cambiato denominazione in A.S.D. Romagna C.F.

### Formula
Le 24 squadre partecipanti sono state divise in due gironi da 12 squadre ciascuno. Nei due gironi le squadre si affrontano in un girone all'italiana con partite di andata e ritorno per un totale di 22 giornate. La prima classificata di ciascun girone è promossa in Serie A. Le ultime tre di ognuno dei due gironi sono retrocesse in Serie B.

## Girone A

### Squadre partecipanti
| Club                             | Città                     | Stagione 2004-2005     |
| -------------------------------- | ------------------------- | ---------------------- |
| A.C.F. Alessandria               | Alessandria               | 3º posto in Serie A2/A |
| A.C.F. Brescia Femminile         | Brescia                   | 3º posto in Serie B/A  |
| F.C.F. Como 2000                 | Como                      | 9º posto in Serie A2/A |
| A.D. Decimum Lazio Femminile     | Roma                      | 12º posto in Serie A   |
| Pol. Matuziana Sanremo           | Sanremo                   | 2º posto in Serie A2/A |
| S.S. Olbia C.F.                  | Olbia                     | 7º posto in Serie A2/B |
| A.C.F. Porto Mantovano           | Porto Mantovano           | 6º posto in Serie A2/A |
| A.C. Riozzese                    | Riozzo di Cerro al Lambro | 1º posto in Serie B/C  |
| U.S. Sampierdarenese Serra Riccò | Serra Riccò               | 1º posto in Serie B/A  |
| U.C.F. Sezze                     | Sezze                     | 1º posto in Serie B/D  |
| F.C.F. Tradate Abbiate           | Tradate                   | 4º posto in Serie A2/A |
| C.F. Villaputzu                  | Villaputzu                | 2º posto in Serie B/A  |

### Classifica finale
|  | Pos. | Squadra                     | Pt | G  | V  | N | P  | GF | GS | DR  |
|  | ---- | --------------------------- | -- | -- | -- | - | -- | -- | -- | --- |
|  | 1.   | Porto Mantovano             | 55 | 22 | 17 | 4 | 1  | 66 | 19 | +47 |
|  | 2.   | Riozzese                    | 50 | 22 | 16 | 2 | 4  | 60 | 22 | +38 |
|  | 3.   | Matuziana Sanremo           | 37 | 22 | 10 | 7 | 5  | 40 | 29 | +11 |
|  | 4.   | Olbia                       | 37 | 22 | 11 | 4 | 7  | 47 | 49 | -2  |
|  | 5.   | Alessandria                 | 32 | 22 | 8  | 8 | 6  | 39 | 35 | +4  |
|  | 6.   | Tradate Abbiate             | 28 | 22 | 9  | 1 | 12 | 40 | 37 | +3  |
|  | 7.   | Sampierdarenese Serra Riccò | 28 | 22 | 8  | 4 | 10 | 28 | 27 | +1  |
|  | 8.   | Como 2000                   | 26 | 22 | 6  | 8 | 8  | 39 | 33 | +6  |
|  | 9.   | Villaputzu                  | 25 | 22 | 7  | 4 | 11 | 34 | 46 | -12 |
|  | 10.  | Brescia                     | 23 | 22 | 6  | 5 | 11 | 35 | 43 | -8  |
|  | 11.  | A.D. Decimum Lazio          | 22 | 22 | 7  | 1 | 14 | 38 | 45 | -13 |
|  | 12.  | Sezze                       | 8  | 22 | 2  | 2 | 18 | 17 | 98 | -81 |

Legenda:
      Promossa in Serie A 2006-2007
      Retrocesse in Serie B 2006-2007
Note:
Tre punti a vittoria, uno a pareggio, zero a sconfitta.
La Matuziana Sanremo ha successivamente rinunciato all'iscrizione al campionato di Serie A2 2006-2007.

## Girone B

### Squadre partecipanti
| Club                         | Città                | Stagione 2004-2005      |
| ---------------------------- | -------------------- | ----------------------- |
| Calcio Chiasiellis           | Mortegliano          | 1º posto in Serie B/B   |
| A.C.F. Firenze               | Firenze              | 2º posto in Serie A2/B  |
| A.S. Girls Roseto            | Roseto degli Abruzzi | 8º posto in Serie A2/B  |
| A.C.F. Gravina               | Catania              | 10º posto in Serie A2/B |
| A.C.F. Latte Puccio Palermo  | Palermo              | 8º posto in Serie A2/A  |
| Pol. Ludos                   | Palermo              | 7º posto in Serie A2/A  |
| S.C. Perugia Grifo Femminile | Perugia              | 3º posto in Serie A2/B  |
| A.S.D. Romagna C.F.          | Imola                | 5º posto in Serie A2/B  |
| A.S.D. Tenelo Club Rivignano | Rivignano            | 9º posto in Serie A2/B  |
| A.C.F. Trento                | Trento               | 4º posto in Serie A2/B  |
| A.S.D. Upea Orlandia 97      | Capo d'Orlando       | 1º posto in Serie B/E   |
| A.C.F. VeneziaJesolo         | Jesolo               | 6º posto in Serie A2/B  |

### Classifica finale
|  | Pos. | Squadra                   | Pt | G  | V  | N | P  | GF | GS | DR  |
|  | ---- | ------------------------- | -- | -- | -- | - | -- | -- | -- | --- |
|  | 1.   | Firenze                   | 55 | 22 | 17 | 4 | 1  | 56 | 14 | +42 |
|  | 2.   | Trento                    | 35 | 22 | 10 | 5 | 7  | 51 | 37 | +14 |
|  | 2.   | Perugia Grifo             | 35 | 22 | 9  | 8 | 5  | 48 | 36 | +8  |
|  | 2.   | VeneziaJesolo             | 35 | 22 | 10 | 5 | 7  | 32 | 21 | +11 |
|  | 5.   | Ludos Palermo             | 34 | 22 | 10 | 4 | 8  | 43 | 33 | +10 |
|  | 6.   | Upea Orlandia 97          | 32 | 22 | 8  | 8 | 6  | 34 | 29 | +5  |
|  | 7.   | Chiasiellis               | 31 | 22 | 9  | 4 | 9  | 30 | 31 | -1  |
|  | 8.   | Latte Puccio Palermo (-1) | 30 | 22 | 8  | 7 | 7  | 30 | 24 | +6  |
|  | 9.   | Romagna                   | 29 | 22 | 8  | 5 | 9  | 33 | 33 | 0   |
|  | 10.  | Gravina                   | 27 | 22 | 8  | 3 | 11 | 48 | 63 | -15 |
|  | 11.  | Tenelo Club Rivignano     | 22 | 22 | 6  | 4 | 12 | 40 | 39 | +1  |
|  | 12.  | Girls Roseto (-2)         | -1 | 22 | 0  | 1 | 21 | 14 | 99 | -85 |

Legenda:
      Promossa in Serie A 2006-2007
      Retrocesse in Serie B 2006-2007
Note:
Tre punti a vittoria, uno a pareggio, zero a sconfitta.
Il Girls Roseto ha scontato 2 punti di penalizzazione.
Il Latte Puccio Palermo, che nella stagione successiva assume la denominazione di Aquile Palermo, ha scontato 1 punto di penalizzazione.